# Apiocera obscura
Apiocera obscura är en tvåvingeart som först beskrevs av Philippi 1865.  Apiocera obscura ingår i släktet Apiocera och familjen Apioceridae. Inga underarter finns listade i Catalogue of Life.